# Trutnov-Staré město
Trutnov-Staré město – przystanek kolejowy w miejscowości Trutnov, w kraju hradeckim, w Czechach. Znajduje się na wysokości 450 m n.p.m.
Jest zarządzany przez PDV Railway, a obsługiwany przez spółkę GW Train Regio. Na przystanku nie ma możliwości zakupu biletów, a obsługa podróżnych odbywa się w pociągu.

## Linie kolejowe
- 045 Trutnov - Svoboda nad Úpou